# Orchestre Révolutionnaire et Romantique
A Orchestre Révolutionnaire et Romantique ("Orquestra Revolucionária e Romântica", em francês) é uma orquestra fundada em 1990 por John Eliot Gardiner, dedicada à execução de música dos períodos clássico e romântico, utilizando-se dos princípios e instrumentos das performances de época. A orquestra já gravou sinfonias, óperas, concertos de diversos compositores, como Beethoven, Berlioz, Brahms, Gluck, Mendelssohn, Schumann, Verdi e Weber.  A orquestra, juntamente com o Coro Monteverdi (também fundado por Gardiner) realizou em 1993 uma gravação para rádio e televisão da Messe solenelle, de Berlioz, na Catedral de Westminster, em Londres. A orquestra também interpretou a música tocada durante uma dramatização feita pela BBC da composição, por Beethoven, de sua terceira sinfonia.